# Гродзинский, Дмитрий Михайлович
Дми́трий Миха́йлович Гродзинский (5 августа 1929, Белая Церковь, Киевская область, УССР, СССР — 10 августа 2016, Киев, Украина) — советский и украинский биофизик и физиолог растений, академик Национальной академии наук Украины.

## Биография
Старший брат — Андрей являлся советским и украинским ботаником и физиологом.
В 1947 году окончил Белоцерковскую среднюю школу и поступил на агрономический факультет Белоцерковского сельскохозяйственного института, который он окончил в 1952 году.
С 1952 года и до начала 1990-х годов работал в Институте физиологии растений, с 1965 по 1974 год занимал должность профессора и заведующего отделом биофизики и радиологии. В 1974 году был избран директором данного института.
В 1955 году окончил аспирантуру при Институте физиологии растений и защитил кандидатскую диссертацию «Влияние малых доз ионизирующих излучений на растения», в 1964 году защитил докторскую диссертацию «Естественная радиоактивность в жизни растений» на Учёном совете Отделения биологии АН УССР.
С 1974 года — член-корреспондент АН УССР, в 1990 году присвоено звание академика АН УССР (позднее — НАН Украины).
Дмитрий Гродзинский изучал радиобиологические и радиоэкологические последствия аварии на ЧАЭС в 1986 году.
После аварии он выезжал в 30-ти километровую зону, изучал последствия радиоактивного загрязнения и разрабатывал систему перепрофилирования сельскохозяйственного производства в районах с повышенным уровнем загрязнения. Позже разработал рекомендации для снижения содержания радионуклидов в продуктах питания.
С 1991 по 2009 год возглавлял Национальную комиссию по радиационной защите населения Украины Верховной рады Украины. С 2009 года на пенсии.
В последнее время проживал в Киеве.
Скончался 10 августа 2016 года. Похоронен на Байковом кладбище вместе с сыном (участок № 33).

## Научная деятельность
Основные научные работы посвящены лучевой патологии клеточных и тканевых регуляторных механизмов. Автор более 650 научных работ, 20 монографий и учебников.
- Вскрыл значение репарационных процессов и эффектов в радиоустойчивости растений.
- Сформулировал основы теории надёжности растительного организма.